# فورلیمپوپولی
فورلیمپوپولی (به ایتالیایی: Forlimpopoli) یک کومونه در ایتالیا است که در استان فورلی-چزنا واقع شده‌است.

## خصوصیات
فورلیمپوپولی ۲۴ کیلومترمربع مساحت و ۱۳٬۱۸۴ نفر جمعیت دارد و ۳۳ متر بالاتر از سطح دریا واقع شده‌است.

## خواهرخوانده
شهر Villeneuve-Loubet خواهرخواندهٔ فورلیمپوپولی هست.